# Eich (Luxemburg)
Eich (en luxemburguès: Eech) és un dels 24 barris de la ciutat de Luxemburg. El 2014 tenia 2.664 habitants. Està situat al sud de la ciutat de Luxemburg.

## Història
Eich va ser una ciutat de Luxemburg, municipi fins a l'1 de juliol de 1920 quan va ser incorporada a la ciutat de Luxemburg. Fins al 8 de maig de 1849, el municipi d'Eich també incloïa Rollingergrund, que també es va incorporar a la ciutat de Luxemburg el 27 de març de 1920.